# Пирсагат (река)
Пирсагат (азерб. Pirsaatçay) — река, протекающая на территории Азербайджана. Берёт начало на южном склоне Главного Кавказского хребта. Проходит по территориям Исмаиллинского, Шемахинского, Гобустанского, Аджигабульского и Сальянского районов. Впадает в Каспийское море, образуя сухую дельту. На реке сооружено Пирсагатское водохранилище. Длина реки составляет 199 километров, а площадь бассейна составляет 2280 км².